# Corbin (Kentucky)
Corbin è una città degli Stati Uniti d'America, situata nello Stato del Kentucky. La città è divisa fra tre contee: la contea di Whitley, la contea di Knox e la contea di Laurel.